# جيمس بوين (موسيقي)
جيمس بوين (بالإنجليزية: James Bowen)‏ هو موسيقي وكاتب ومؤلف بريطاني، ولد في 15 مارس 1979 في سري في المملكة المتحدة.